# Тополя (пам'ятка природи, Гребінківський район)
Топо́ля — ботанічна пам'ятка природи місцевого значення в Україні. Розташована в с. Короваї Гребінківського району Полтавської області.
Площа — 0,01 га. Створено згідно з рішенням Полтавської обласної ради від 07.12.2011 року. Перебуває в користуванні Короваївської сільської ради.
Створена з метою збереження вікового екземпляру тополі чорної, що має монументальний вигляд. Вік дерева — близько 120 років.